# Tynset (Roman)
Tynset ist ein 1965 erschienenes lyrisches Prosawerk des deutschen Schriftstellers Wolfgang Hildesheimer. Der häufig, nicht jedoch von Hildesheimer selbst, als Roman bezeichnete Text gibt die Gedanken eines Schlaflosen im Verlauf einer durchwachten Nacht wieder. Tynset, das zu Hildesheimers Hauptwerken gezählt wird, thematisiert die Resignation im Angesicht einer absurden Welt. Der Ich-Erzähler aus Tynset ist auch in anderen Werken Hildesheimers anzutreffen und weist Gemeinsamkeiten mit Hildesheimer selbst auf. Benannt ist das Werk nach der norwegischen Gemeinde Tynset, die sich der Erzähler als Reiseziel ausmalt.
Das Buch war in seinem Erscheinungsjahr ein Bestseller, fand in der zeitgenössischen Presse starke Beachtung und wurde in zahlreiche Sprachen übersetzt, konnte aber nicht die Popularität von Hildesheimers Lieblosen Legenden erreichen. Hildesheimer wurde für Tynset mit dem Literaturpreis der Stadt Bremen ausgezeichnet.

## Inhalt

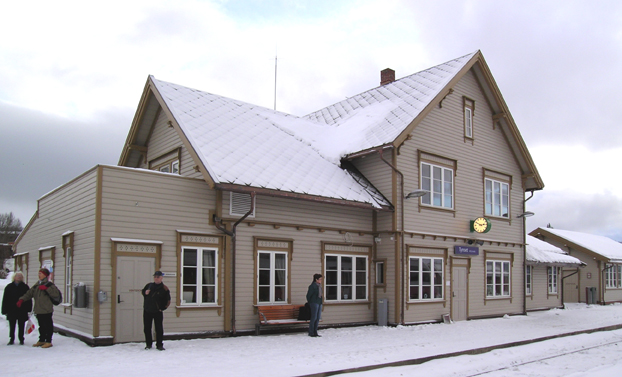
Der Bahnhof von Tynset, Norwegen

„Ich liege im Bett, in meinem Winterbett. Es ist Schlafenszeit. Aber wann wäre es das nicht?“

Mit diesen Worten beginnt der Ich-Erzähler die monologisierenden Betrachtungen eines Schlaflosen, aus denen Tynset besteht. Der Erzähler, dessen Lebensumstände stark jenen von Wolfgang Hildesheimer selbst ähneln, lässt seine Gedanken schweifen, berichtet von seinen Erinnerungen, Wünschen und Ängsten, den Menschen in seiner Umgebung, und taucht in die Geschichte seiner beiden antiken Betten ein. Mehr als um eine eigentliche Handlung handelt es sich in Tynset um einen Assoziationsfluss. Nachdem sich der Erzähler Gedanken über die von ihm wahrgenommenen Geräusche und Gerüche gemacht hat, greift er „blind auf den Nachttisch nach einem Buch“. Ein Telefonbuch legt er wieder weg. Das Kursbuch der norwegischen Staatsbahnen von 1963 hingegen nimmt er anschließend auf, um darin zu lesen. Er liest „zum Beispiel von einer Nebenlinie, die führt von Hamar nach Stören, und zwar über Elverum, Tynset und Röros“. In der Folge stellt er Betrachtungen über den Klang der Stationsnamen und über die Vorstellungen an, die er mit ihnen verbindet. Besonders fasziniert zeigt er sich von Tynset, wo er nie gewesen ist. Später nimmt er sich vor, nach Tynset zu fahren, zuvor schweifen seine Gedanken aber wieder ab, als er aufsteht, um durch das Haus zu gehen, vorbei am obersten Treppenabsatz, wo „Hamlets Vater“ zu stehen pflege. Die Bedeutung, die diese zunächst rätselhafte Figur für den Erzähler hat, wird später deutlicher, da er sich selbst mit Hamlet vergleicht und erwähnt, dass sein Vater ermordet worden sei. „Hamlets Vater“ ist somit ein mahnender Geist – wie der Vater in Shakespeares Stück – angesichts der Tatenlosigkeit des Erzählers.
Nach Betrachtungen über seine trunksüchtige und sehr fromme Haushälterin Celestina kommt der Erzähler auf das Telefonbuch zurück und schildert, wie er eine Zeitlang, als er noch in Deutschland lebte, fremde Leute angerufen habe, um ihnen warnend mitzuteilen, es sei „alles entdeckt“, wobei er manchmal – bei Personen aus seiner Nachbarschaft – ihre anschließende Flucht beobachten konnte. Sein letzter Anruf, unter dem Namen Bloch, galt Kabasta – einem Mann, von dessen Existenz, „einer furchtbaren Existenz“, er vorher gewusst habe. Kabasta lässt sich aber nicht verunsichern und schaltet offenbar die Polizei ein. In der Folge hat der Erzähler den Eindruck, sein Telefon werde überwacht. Bald darauf verlässt er nicht nur das Haus, sondern auch Deutschland. Nach Gedanken über das spätherbstliche Wetter und einen im Schneetreiben auf dem nahen Pass erfrorenen „Vertreter der evangelistischen Erweckungsbewegung“, kommt der Erzähler auf das Telefonbuch zurück, berichtet von seinem Versuch, ein eigenes Telefonbuch mit erfundenen Namen zu schreiben, und gelangt schließlich über eine Assoziationskette zu „Doris Wiener, die sich ihre Nase verkleinern und ebnen ließ“ und die mit ihrem Mann zu einem Opfer des nationalsozialistischen Terrors wurde – der Mann, Bloch, habe sich unter der Aufsicht von Kabasta sein eigenes Grab schaufeln müssen.
Es folgt ein Einschub, der mit „Die Hähne Attikas –: um sie krähen zu hören, stieg ich eines Abends zur Akropolis empor …“ beginnt. Hildesheimer schildert darin das Konzert der Hähne, das von einem „Kikeriki“-Ruf des Erzählers vor Morgengrauen provoziert wird. Weiteren Abschweifungen folgt schließlich der feste Beschluss, nach Tynset zu fahren. Doch macht sich der Erzähler Sorgen über die Hindernisse, die sich ihm in den Weg stellen könnten, besonders die Städte, die er möglichst umfahren möchte, „als da sind Prada, Chur und Stuttgart, Hannover und – War es Hannover?“ – die Aufzählung verortet den Erzähler in Poschiavo (wozu die Siedlung Prada gehört) im Schweizer Kanton Graubünden, wo auch Hildesheimer lebte. Der Text geht an dieser Stelle in die alptraumhafte Beschreibung der Fahrt durch eine labyrinthische deutsche Landeshauptstadt über, die Gemeinsamkeiten mit Hannover aufweist, vom Erzähler aber Wilhelmstadt genannt wird, und der durch irreführende Beschilderung nur schwer zu entrinnen ist.
Der Erzähler will den automatischen Straßenzustandsbericht anrufen, wählt aber die falsche Nummer und erhält ein Kochrezept, denkt an den Auftritt eines Kardinals in Rosenheim, der dort etwas eingeweiht habe, liegt wieder in seinem Bett und es wird Mitternacht. Nun beschreibt er sein Winterbett, „in dem vor mir hundertzwanzigtausend Nächte keiner gelegen hat, das ich einer infantilen Standesperson abgekauft habe“, als das Bett, in dem der italienische Komponist Carlo Gesualdo seine Frau und ihren Liebhaber ermordet hat und malt sich in langen, lyrischen Sätzen den Moment des Todes der Liebenden aus, bis seine Gedanken unvermittelt wieder bei Tynset landen. Zunehmend wird Tynset für den Erzähler zu einem besonderen Ort:

„Ganz dunkel kann Tynset nicht sein, selbst wenn ich davon absehe, daß ohnehin die Nacht das Nichtige bedeckt und den geheimen Wert der Dinge aufleuchten läßt, und diesen Wert hat immerhin Tynset – 
wenn auch vielleicht nur für mich. Für andere ist es eben nur Tynset, und für die meisten noch nicht mal das.“

Weiter schlaflos, steht der Erzähler wieder auf, um sich eine neue Flasche Rotwein zu holen, geht wieder im Haus umher und stellt seine Betrachtungen an. In einer längeren Episode erinnert er sich an das letzte Fest, das er in seinem Haus gab, und wie sich Wesley B. Prosniczer, ein amerikanischer Erweckungsprediger, uneingeladen aufdrängte, die Gäste letztlich mit seinen Bekehrungsbemühungen vertrieb und diese auch dem Erzähler entfremdete, von dem sie glaubten, dass er den Auftritt des Predigers veranlasst habe. Prosniczer ist der einzige Gast dieses Festes, den der Erzähler wiedersehen wird – erfroren beim Versuch, den verschneiten Pass zu überqueren, wovon schon zu Beginn von Tynset berichtet wird.
Nach einer Weile beschließt der Erzähler, sein Sommerbett zu besuchen. Es ist ein großes Renaissance-Bett aus einem englischen Gasthof, vergleichbar dem Great Bed of Ware, etwas älter als dieses, und bietet sieben Schläfern Platz. Der Erzähler malt sich die Gäste im Jahre 1522 aus, das letzte Mal, als sieben Leute in diesem Bett schliefen, ihre Hintergründe und Wesensart, und ihren Tod durch die Pest. Es folgt wieder das Motiv seiner Haushälterin Celestina, ihrer Trunksucht und Religiosität. Diesmal besucht der Erzähler die trinkende Celestina in der Küche. Sie scheint ihn in ihrer Trunkenheit für Gott zu halten und verlangt von ihm, sie zu segnen, was er mit unbeholfenen Gesten und Worten versucht, sie damit aber nur enttäuscht, als die Verblendung von ihr abfällt.
Wieder macht sich der Erzähler Gedanken über seinen „ungereiften Plan, der heißt Tynset.“ Erneut liegt er in seinem Winterbett, wieder denkt er über Gesualdo nach, auch über Celestina. Er hört sich den Straßenzustandsbericht am Telefon an und schläft schließlich doch noch ein. Als er erwacht, ist es hell und es ist Schnee gefallen, früh Winter geworden. Tynset ist für ihn nun „vorbei, erledigt. Es ist zu spät. Nichts mehr davon. In diesem Schnee wäre ich nicht nach Tynset gekommen, niemals.“ Die Glocken des Ortes läuten für die Beerdigung eines Kindes. Der Erzähler beschließt, nicht nach Tynset zu fahren, nicht zur Beerdigung des Kindes zu gehen, sondern in seinem Winterbett liegenzubleiben:

„in diesem Bett der Winternächte, der Mondnächte und der dunklen Nächte, in dem ich nun wieder liege, tief gebettet, obgleich es Tag ist, liege und für immer liegenbleibe und Tynset entschwinden lasse –, ich sehe es dort hinten entschwinden, es ist schon wieder weit weg, jetzt ist es entschwunden, der Name vergessen, verweht wie Schall und Rauch, wie ein letzter Atemzug –“

## Werkzusammenhang
Tynset ist Bestandteil eines monologischen Werkkomplexes, der von Hildesheimer mit Vergebliche Aufzeichnungen begonnen und mit Zeiten in Cornwall und Masante abgeschlossen wurde. Obwohl Tynset häufig als (lyrischer) Roman bezeichnet wird, unter anderem von der amerikanischen Germanistin Patricia Haas Stanley, sah Hildesheimer selbst diese Gattungsbezeichnung als unangemessen an, bezeichnete das Buch als Nichtroman und schrieb „Was es geworden ist, weiß ich nicht […]“. Er bevorzugte es, Tynset und Masante als „Monologe“ zu bezeichnen, hielt dabei jedoch fest, dass der Monolog keine literarische Gattung sei. Obschon Masante nach Zeiten in Cornwall erschienen ist, bildet letzteres Werk gemäß der Hildesheimer-Werkgeschichte von Volker Jehle den „neueren Stand der Entwicklung“, da Masante ursprünglich früher erscheinen sollte. Gemeinsam ist diesen Werken ein Ich-Erzähler, der „Reflekteur“, der erstmals in Schläferung auftritt, der letzten von Hildesheimers Lieblosen Legenden. Während Hildesheimer den Erzähler, der in Tynset noch liegenbleibt und sich nicht mehr zum geplanten Aufbruch entschließen kann, in Masante auf eine Reise und wortwörtlich in die Wüste schickt, wo er vermutlich umkommt, ist Zeiten in Cornwall eine unmittelbar autobiographische Erinnerung an Hildesheimers Aufenthalte in Cornwall 1939 und 1946.
Der Literaturwissenschaftler Morton Münster ordnet Tynset in seiner Tübinger Dissertation von 2013 in die mittlere „absurde Phase“ Hildesheimers ein, die zwischen der „satirischen Phase“ und einer Abkehr von der Poetologie des Absurden stehe.

## Themen, Motive und biografischer Hintergrund

### Resignation angesichts des Absurden
Hildesheimers Romane, wie auch seine Theaterstücke, stehen in der Tradition des absurden Theaters. Sowohl in Tynset als auch in Masante und in Hildesheimers letztem literarischen Werk Mitteilungen an Max über den Stand der Dinge und anderes zeigen sich „Zweifel an Sprache und Sinnhaftigkeit des Lebens“, wobei diese Zweifel, so Morton Münster, sich in Tynset noch in einem Findungsprozess befinden. Der Erzähler, „passiver Zuschauer in einer Welt ohne Antworten“, vergleicht sich an einer Stelle, als er über einen Betstuhl sinniert, der zu seinem Mobiliar gehört, mit Hamlet: „[…] ich bin Hamlet, ich sehe meinen Onkel Claudius, kauernd oder rutschend vor dem Stuhl […] aber ich töte ihn nicht, ich verzichte, ich handle nicht, andere handeln, ich nicht“. Angesichts des zusammenhang- und sinnlosen Lebens in einer absurden Welt reagiert Hildesheimers Erzähler mit Melancholie und Resignation. Diese Resignation ist es auch, die er seinen Lesern nahelegen möchte. So ist es nach Hildesheimer, wie Günter Blamberger dargestellt hat, die pädagogische Absicht der Literatur des Absurden, „dass der Mensch im Absurden heimisch wird, sich mit der Vernunftwidrigkeit des Lebens abfindet, dass er die Verzweiflung über das Schweigen der Welt mit Würde erträgt und als kontinuierliche Lebenshaltung annimmt“. In Tynset und Masante habe Hildesheimer, so Blamberger, demonstriert, „dass der Weg einer Literatur des Absurden, die sich nicht der praktischen Philosophie Camus' verschreibt, sondern auf Wahrheitssuche bleibt, vom Stillstand in der Krise zum Verstummen führt.“
1973 sagte Wolfgang Hildesheimer in einem Interview mit Dieter E. Zimmer anlässlich des Erscheinens des auf Tynset folgenden Bandes Masante, dass er nur über sich selber schreiben könne. Das Hauptthema von Tynset sei Resignation und Kontaktarmut. Auf die Frage, was der Erzähler von Tynset tagsüber tue, antwortete Hildesheimer „Viel wird er nicht tun“, sprach von einem „Rückzug aus dem Leben“ und einer gewissen Identifikation mit Hildesheimer selbst.

### Furcht
Ein weiteres Hauptmotiv in Tynset wie auch in Hildesheimers späterem Roman Masante ist die Furcht. Hildesheimer, der Deutschland 1957 zum zweiten Mal und dauerhaft verließ, antwortete 1964 auf die Frage, warum er nicht in Deutschland lebe, mit „Ich bin Jud. Zwei Drittel aller Deutschen sind Antisemiten. Sie waren es immer und sie werden es immer bleiben.“ Die Furcht vor Verfolgung kommt in Tynset immer wieder zur Sprache, wie auch das Thema der Brutalität. In seiner Vision der Autofahrt durch „Wilhelmstadt“ versucht der Erzähler, anderen Fahrern beim Halt an Ampeln nicht ins Auge zu sehen – „Gewiß, manchmal blickt er selbst ins Weite und wäre gerne woanders, aber oft ist er ein Schläger oder ein Mörder – an Verkehrslichtern haben sich mir schon Einblicke in furchtbare Vergangenheiten geboten.“ Henry A. Lea, Professor für deutsche Literatur an der University of Massachusetts Amherst, merkt an, dass das Frappierendste an der „Wilhelmstadt“-Szene die Furcht und Entfremdung des Erzählers sei, seine Beschreibung der Stadt als „ein Labyrinth und eine Zitadelle des ungezügelten Nationalismus“, deren Befestigungen über fünf Jahrhunderte gerettet worden seien, „um mich und meinesgleichen zu fangen“. Die Beschreibung erwecke die Vorstellung einer archetypischen deutschen Stadt, in der ein Außenseiter nicht willkommen sei und wo er nicht sein wolle, so Lea weiter.
Als sich der Erzähler auf der letzten Seite noch einmal Gedanken über sein Winterbett macht und über den Mörder Gesualdo, der darin lag, fügt er an: „ein Mörder, aber keiner von den Ordnungswahrern, kein Spreizer einer großen blonden Hand, keiner von den Hautabziehern und Pensionären in Schleswig-Holstein, den knochenbrechenden Familienvätern aus Wien, den Aufknüpfern, Menschenschützen, […]“ Selbst sein eigener deutscher Name ist ihm unheimlich – er wird nicht genannt, die Vermutung, dass er Wolfgang lautet, liegt aber nahe –, es sei ein Name, „der einen peinlichen Unterlaut hat, der aus irgendeiner fernen vorgeschichtlichen Tiefe kommt, einer nebligen Dunkelheit, in die zu blicken ich mich stets gescheut habe […]“. Morton Münster hält fest, dass Hildesheimers Ich-Erzähler seit Tynset „auf der Flucht vor dem Unaussprechlichen, nämlich Auschwitz“ sei.

## Stil und Struktur
Der Stil von Tynset ist von exakten Beschreibungen geprägt. Hildesheimers Deutsch ist laut Henry A. Lea geschliffen und frei von regionalen Färbungen. Patricia Haas Stanley gliedert Hildesheimers literarische Sprache in Tynset in Verbalmusik, unpersönliche Erzählungen und reflexiven Stil. Konstant blieben dabei „hoch artikulierte, assoziationale freie Prosa“ sowie die „verbale und nicht nominale Struktur“. Die Struktur des ganzen Werkes wird von Stanley mit dem Rondo in Mozarts 9. Klavierkonzert (KV 271) verglichen:

„Dieses Mozart-Rondo ist, im allgemeinen, ein Miniaturbild Tynsets, weil in Hildesheimers Adaptation der Form, eine ausgedehnte Struktur von Refrain/Episode-Abwechselung, modifizierte Refrains und zwei Kadenzen hervorgebracht werden.“

Als weiteres musikalisches Element wird der Einschub „Die Hähne Attikas“ von Stanley als vierteilige literarische Tokkata mit Coda identifiziert. Aufgrund von Hildesheimers strenger Formgebung grenzen sowohl Stanley als auch weitere Autoren (wie Maren Jäger in ihrer Untersuchung zur „Joyce-Rezeption in der deutschsprachigen Erzählliteratur nach 1945“) den assoziational-monologischen Stil von Tynset von einem Bewusstseinsstrom ab.
Ein weiteres Merkmal von Tynset ist, wie Wolfgang Rath festhält, Hildesheimers „spezifische Ausprägung einer Verbindung von monomanischer Schwermut und satirischem Witz“. Rath merkt an, dass nach Tynset bei Hildesheimer ein „Prozess ironischer Distanzgewinnung“ stattgefunden habe; in Tynset spreche der Satiriker Hildesheimer, der in späteren Werken (Marbot, Mitteilungen an Max) wie schon früher in den Lieblosen Legenden das Erzählte dominiere, noch zwischen den Zeilen.

## Rezeption

### Wahrnehmung der Erstausgabe
Tynset war das erste Werk Hildesheimers mit einem „überwältigenden Presse-Erfolg“, so Volker Jehle. Es wurde im Jahr nach seinem Erscheinen im Frühling 1965 von zahlreichen Kritikern besprochen; während Patricia Haas Stanley von „ungefähr fünfunddreissig“ schreibt, waren es nach Jehle sogar „über hundertdreißig große Rezensionen allein nach Erscheinen des Buches und zahllose weitere zu den Preisverleihungen“.
Unter anderem wurden stilistische und inhaltliche Vergleiche mit Samuel Beckett, Jean-Paul Sartre, Max Frisch und Djuna Barnes gezogen. Die Meinungen der Rezensenten gingen dabei auseinander: Während beispielsweise Walter Jens in der Zeit schrieb, dass Hildesheimer mit Tynset ein „großer Wurf“ gelungen sei, „eine klassische Prosa, die nuancenreichste, die (mit Ausnahme Koeppens) von einem deutschen Schriftsteller nach Thomas Mann geschrieben wurde“, fiel die Besprechung von Reinhard Baumgart im Spiegel weitgehend negativ aus. Baumgart meinte, „ein Manuskript gelesen zu haben, einen ersten, hochzielenden Entwurf“ und schrieb von einem „ratlosen Nebeneinander von Partien, die wie mühelos gelingen, und anderen, die vorerst nichts als trockene Bemühtheit verraten, in ihrer Sprache, im Denken, in ihrem Bauplan“. Werner Weber wies in der Neuen Zürcher Zeitung darauf hin, dass Hildesheimer 1959 den Roman Nachtgewächs von Djuna Barnes übersetzt hatte und fand in Tynset ein Nachwirken. Das Buch sei nicht bequem zu lesen, streckenweise gehe einem fast die Geduld aus – aber „auch die Stellen des umständlich beharrlichen Aufdröselns einer Sache oder eines Verhältnisses“ seien „noch berührt von der Wahrheit der Sprache und von der Wahrheit dessen, was sie meldet.“ Mit Tynset stehe Hildesheimer „bei den Besten unter den Gegenwärtigen“.
Mehrere Kritiker störten sich an der Form von Tynset und an der Identität des Erzählers, so Baumgart: „Zwischen der Wahrheit des Berichts oder Tagebuchs und der anderen Wahrheit des Erfindens und Erzählens wird schlingernd ein Mittelweg gesucht.“ Rudolf Hartung sah in seiner ansonsten weitgehend positiven Rezension („Aber wie wunderbar kann Wolfgang Hildesheimer erzählen!“) das Hamlet-Motiv, bei dem man zu genau spüre, „was der Autor mit diesem Motiv im Sinne hat“, und „die nicht recht glaubwürdige Utopie eines Aufbruchs ins Unbekannte“ als Schwächen des Buchs an.
Im Buchhandel war Tynset ein Erfolg; das Buch stand 1965 über längere Zeit auf der Bestsellerliste des Spiegel. In der Schweizer Zeitschrift du hieß es 1966, dass Tynset Hildesheimer „schlagartig berühmt“ gemacht habe. 1966 erhielt Hildesheimer für Tynset den Literaturpreis der Stadt Bremen. Ebenfalls im Zusammenhang mit Tynset wurde ihm der Georg-Büchner-Preis verliehen.

### Spätere Einordnung
In späteren Arbeiten über Wolfgang Hildesheimer wird Tynset zu seinen Hauptwerken gezählt, so von Henry A. Lea in seinem Aufsatz von 1979 oder 2009 im Killy Literaturlexikon, worin Tynset als Prosa-Hauptwerk zusammen mit Masante genannt wird. W. G. Sebald konstatierte 1983 jedoch, dass Tynset ein Roman sei, „der längst nicht die ihm aufgrund seiner inhärenten Qualitäten zukommende Beachtung und Anerkennung gefunden hat“. Auch Volker Jehle schrieb in seiner Hildesheimer-Werkgeschichte von 1990 zu Tynset, einem Buch, „das von manchen Lesern für sein größtes gehalten wird“, dass es im Gegensatz zu den Lieblosen Legenden „nie populär“ geworden sei.

## Ausgaben
- Tynset. Suhrkamp, Frankfurt a. M. 1965.
  - Lizenzausgaben: Ex Libris, Zürich [1971]; Volk und Welt, Berlin 1978 (Sammelband mit anderen Werken); Dt. Bücherbund, Stuttgart [1993].
- Tynset. Suhrkamp, Frankfurt a. M. 1973. (Bibliothek Suhrkamp; Bd. 365). ISBN 3-518-01365-8
- Tynset. Suhrkamp, Frankfurt a. M. 1992. (Suhrkamp-Taschenbuch; Bd. 1968). ISBN 3-518-38468-6

Die Seitenzählung in der Lizenzausgabe von 1971 und in der Taschenbuchausgabe von 1992 entspricht der Originalausgabe von 1965. Neben den Einzelausgaben ist Tynset auch im 1991 bei Suhrkamp erschienenen Band 2 „Monologische Prosa“ der Gesammelten Werke Hildesheimers enthalten, ISBN 3-518-40403-2.
Die erste Übersetzung von Tynset – ins Norwegische – erschien bereits 1966. Åse-Marie Nesse wurde für diese Übersetzung mit dem Bastianpreis ausgezeichnet. Weitere Übersetzungen sind mindestens in folgenden Sprachen erschienen: Bulgarisch, Französisch, Italienisch, Japanisch, Niederländisch, Polnisch, Slowakisch, Spanisch, Tschechisch und Ungarisch. Erst 2016 erschien auch eine Übersetzung ins Englische.